# Gary Ackerman
Gary Leonard Ackerman (ur. 19 listopada 1942 w Brooklynie) – amerykański polityk, członek Partii Demokratycznej.

## Działalność polityczna
Od 1979 do 1983 zasiadał w New York State Senate. W okresie od 1 marca 1983 do 3 stycznia 1993 przez pięć kadencji był przedstawicielem 7. okręgu, a następnie do 3 stycznia 2013 przez dziesięć kadencji przedstawicielem 5. okręgu wyborczego w stanie Nowy Jork w Izbie Reprezentantów Stanów Zjednoczonych.